# Шаснар
Шаснар (фр. Chassenard) насеље је и општина у централној Француској у региону Оверња, у департману Алије која припада префектури Виши.
По подацима из 2011. године у општини је живело 974 становника, а густина насељености је износила 38,77 становника/km². Општина се простире на површини од 25,12 km². Налази се на средњој надморској висини од 240 метара (максималној 281 m, а минималној 222 m).

## Демографија
| 1962. | 1968. | 1975. | 1982. | 1990. | 1999. | 2011. |
| ----- | ----- | ----- | ----- | ----- | ----- | ----- |
| 867   | 888   | 855   | 959   | 1.017 | 923   | 974   |

График промене броја становника у току последњих година